# Tóth Mátyás (labdarúgó)
Tóth Mátyás (Békés, 1918. november 12. – Halmstad, 2002) válogatott labdarúgó, balszélső. A sportsajtóban Tóth III néven volt ismert. 1949–50-ben Olaszországban, 1950-től Svédországban élt.

## Pályafutása

### Klubcsapatban
1939 és 1941 között az Újpest labdarúgója volt. 1941-ben szerződött Nagyváradra, ahol 1944-ben a bajnokcsapat tagja volt. 1944 őszén a Nemzeti Vasas csapatában játszott. A második világháború után két idényt Romániában játszott. Először a Carmen București csapatában, majd az IT Aradban szerepelt. Utóbbival 1947-ben román bajnokságot nyert. 1947 és 1949 között a Vasas játékosa volt. 1949-ben először Olaszországba, majd 1950-ben Svédországba emigrált, évtizedekig Halmstadban élt.

### A válogatottban
1939 és 1948 között 16 alkalommal szerepelt a válogatottban és 6 gólt szerzett. Háromszoros B-válogatott (1940–41, 1 gól), kétszeres Budapest válogatott (1948–49).
1946-ban két alkalommal szerepelt a román válogatottban és egy gólt szerzett.

## Sikerei, díjai
- Magyar bajnokság
  - bajnok: 1943–44
  - 2.: 1940–41, 1942–43, 1947–48
  - 3.: 1939–40
- Román bajnokság
  - bajnok: 1946–47

## Statisztika

### Mérkőzései a magyar válogatottban
| Magyarország | Magyarország         | Magyarország                | Magyarország  | Magyarország | Magyarország  | Magyarország | Magyarország | Magyarország |
| #            | Dátum                | Helyszín                    | Hazai         | Eredmény     | Vendég        | Kiírás       | Gólok        | Esemény      |
| ------------ | -------------------- | --------------------------- | ------------- | ------------ | ------------- | ------------ | ------------ | ------------ |
| 1.           | 1939. október 22.    | Bukarest, ANEF-stadion      | Románia       | 1 – 1        | Magyarország  | barátságos   | 1            | 76'          |
| 2.           | 1939. november 12.   | Belgrád, BSK Stadion        | Jugoszlávia   | 0 – 2        | Magyarország  | barátságos   | 1            | 70'          |
| 3.           | 1941. november 16.   | Zürich, Hardturm stadion    | Svájc         | 1 – 2        | Magyarország  | barátságos   | -            |              |
| 4.           | 1942. június 14.     | Budapest, Üllői úti pálya   | Magyarország  | 1 – 1        | Horvátország  | barátságos   | -            |              |
| 5.           | 1942. november 1.    | Budapest, Üllői úti pálya   | Magyarország  | 3 – 0        | Svájc         | barátságos   | 1            | 79'          |
| 6.           | 1943. május 16.      | Genf, Charmilles Stadion    | Svájc         | 1 – 3        | Magyarország  | barátságos   | -            |              |
| 7.           | 1943. június 6.      | Szófia, Junak Stadion       | Bulgária      | 2 – 4        | Magyarország  | barátságos   | -            |              |
| 8.           | 1943. szeptember 12. | Stockholm                   | Svédország    | 2 – 3        | Magyarország  | barátságos   | -            |              |
| 9.           | 1943. szeptember 15. | Helsinki                    | Finnország    | 0 – 3        | Magyarország  | barátságos   | 2            | 11' 47'      |
| 10.          | 1943. november 7.    | Budapest, Üllői úti pálya   | Magyarország  | 2 – 7        | Svédország    | barátságos   | -            |              |
| 11.          | 1947. október 12.    | Bukarest                    | Románia       | 0 – 3        | Magyarország  | Balkán-kupa  | -            |              |
| 12.          | 1948. május 23.      | Budapest, Üllői úti stadion | Magyarország  | 2 – 1        | Csehszlovákia | Európa-kupa  | -            |              |
| 13.          | 1948. június 6.      | Újpest, Megyeri úti stadion | Magyarország  | 9 – 0        | Románia       | Balkán-kupa  | -            |              |
| 14.          | 1948. szeptember 19. | Varsó                       | Lengyelország | 2 – 6        | Magyarország  | Balkán-kupa  | 1            | 68'          |
| 15.          | 1948. október 24.    | Bukarest                    | Románia       | 1 – 5        | Magyarország  | Balkán-kupa  | -            |              |
| 16.          | 1948. november 7.    | Szófia, Junak Stadion       | Bulgária      | 1 – 0        | Magyarország  | Balkán-kupa  | -            |              |
|              | Összesen             |                             |               | 16           | mérkőzés      |              | 6            | gól          |

### Mérkőzései a román válogatottban
| Románia | Románia           | Románia                           | Románia  | Románia  | Románia     | Románia     | Románia | Románia |
| #       | Dátum             | Helyszín                          | Hazai    | Eredmény | Vendég      | Kiírás      | Gólok   | Esemény |
| ------- | ----------------- | --------------------------------- | -------- | -------- | ----------- | ----------- | ------- | ------- |
| 1.      | 1946. október 8.  | Tirana, Qemal Stafa Stadion (ALB) | Bulgária | 2 – 2    | Románia     | Balkán-kupa | 1       | 88'     |
| 2.      | 1946. október 11. | Tirana (ALB)                      | Románia  | 2 – 1    | Jugoszlávia | Balkán-kupa | -       |         |
|         | Összesen          |                                   |          | 2        | mérkőzés    |             | 1       | gól     |